# Бібліотека Вацлава Гавела
Бібліотека Вацлава Гавела (чеськ. Knihovna Václava Havla) — бібліотека, що збирає всі доступні матеріали (зображення, звукові та письмові) та інші спогади про драматурга, дисидента комуністичного режиму, останнього чехословацького і першого президента Чехії Вацлава Гавела з метою їх оцифровування, документації і досліджень та просування цієї особистості. Організовує також лекційну діяльність, проводить конференції, організовує виховні заходи для школярів та студентів і бере участь в публікаціях.
Серед основних задач бібліотеки: надання документів з письменницької, філософської і політичної діяльностей Вацлава Гавела, створення цифрової бібліотеки творів чеських і зарубіжних вчених, а також студентів ВНЗ і середніх шкіл, широкої громадськості. Також бібліотека займається проведенням соціальних і культурних заходів для громадськості для розуміння історичної постаті Вацлава Гавела та проведенням дискусійних клубних зустрічей на соціально актуальні теми.

## Характеристика
Інститут було створено 26 липня 2004 року у вигляді громадської організації, натхненної американською традицією президентських бібліотек. До 2011-го, за даними офіційного сайту, це був єдиний подібний проект на теренах Європи. Бібліотеку було розташовано на вул. Катержинській (Kateřinská) 18 в районі Прага 2. Навесні 2011-го підприємець Зденек Бакала представив план переміщення бібліотеки до будинку Біля стовпу Драгоміржина (U Drahomířina sloupu) на Лоретанській площі (Loretánské náměstí). У 2015 році бібліотека переїхала на Ostrovní 30 в районі Прага 2, де проводяться семінари, авторські читання, виставки, концерти і театральні заходи.
У приміщеннях Галереї Монмартр в Řetězové 7, в Старому Місті знаходиться постійна експозиція «Вацлав Гавел: Чеська міф чи Гавел у двох словах».

## Керівництво
З 2008 року директором був літературний критик і педагог, доцент Martin Путна, якого 1 червня 2011-го на рік заміняв колишній дипломат і дисидент, доцент Мартін Палоуш.. В 2012—2015 роках функції директора виконувала Марта Смолікова. У вересні 2015 року директором став Міхаел Жантовські. Програмним директором є письменник і журналіст Йоахим Топол.
Серед засновників бібліотеки були Тимур Гавлова, Карел Шварценберг і Мирослав Петрусек. 

## Нагороди
Бібліотека бере участь у нагороджені «Ціна Вацлава Гавела за права людини», заснованої 2013 року, вона замінила «Премію прав людини Парламентської асамблеї Ради Європи», що видавалась раз на два роки з 2007-го. 2014 року лауреат отримав премію в 60 тисяч євро.
Крім того, бібліотека з 2013 року організовує «Приз Бібліотеки Вацлава Гавела за студентське есе», в якому оцінюються три найкращих есе.

## Філія
У травні 2012 року було відкрито філіал бібліотеки в Нью-Йорку у вигляді фонду (The Vaclav Havel Library Foundation). Її діяльність підтримують колишній держсекретар США Мадлен Олбрайт і американські посли в Празі Крейг Степлтон, Вільям Кабанісс і Джон Шеттак.

## Лави Вацлава Гавела

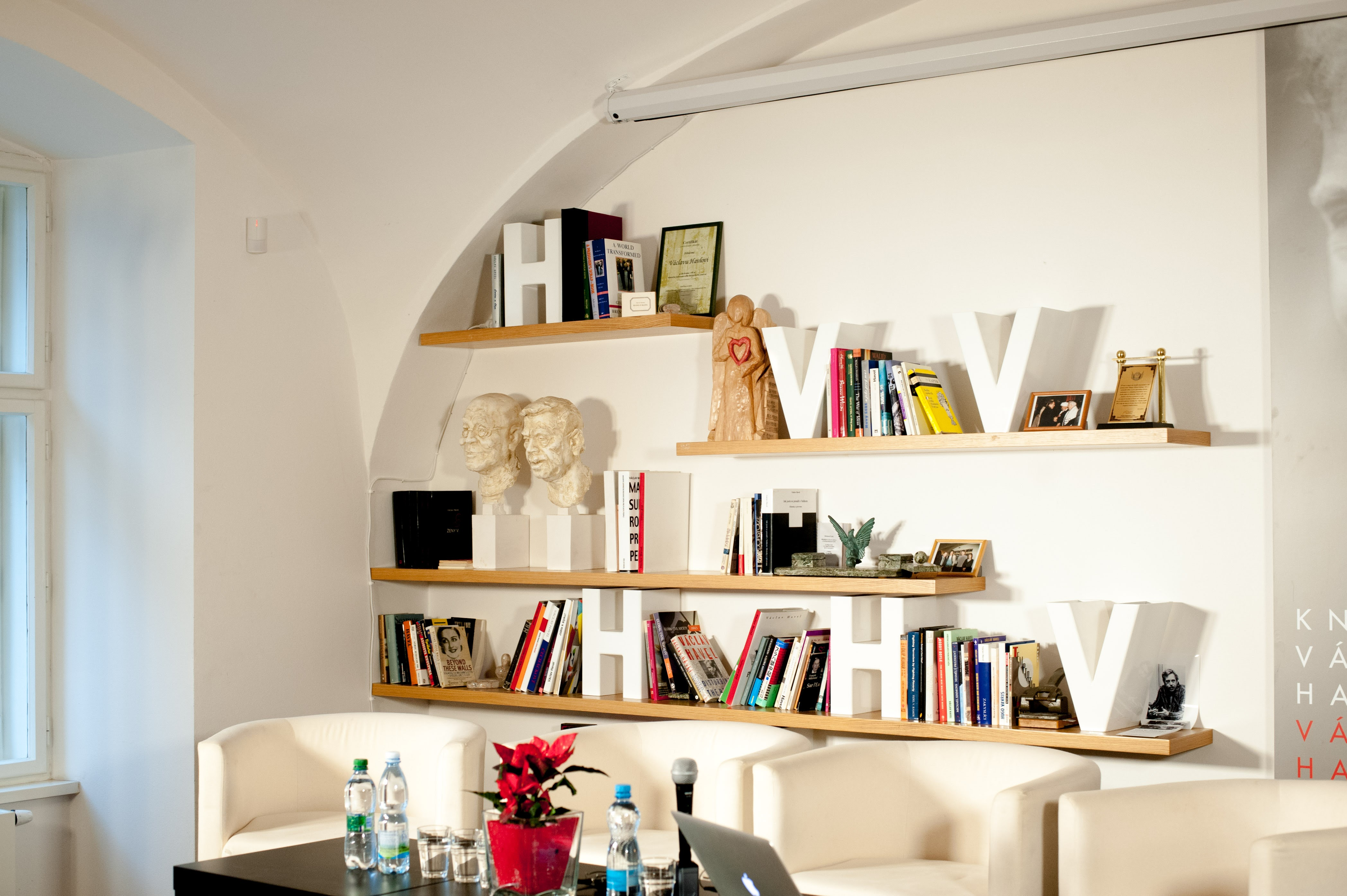
інтер'єр бібліотеки Гавела

Бібліотека створила проект Лави Вацлава Гавела. 2013 року було виготовлено і встановлено в Вашингтоні, Дубліні, 2014 року в Барселоні, Празі та Чеських Будейовіцах.

### Відгуки
1. 1 2  Database of Libraries & Information Centers in the Czech Republic
2. ↑  Virtual Study of Theatre Institute — Institut umění - Divadelní ústav.
3. 1 2  Бібліотека Вацлав Гавел, Хто ми, для доступу: 3.8.2011. Архів оригіналу за 8 травня 2014. Процитовано 19 грудня 2016.
4. 1 2  Chartista Palouš стане директором Бібліотеки Вацлава Гавела, відразу.cz, 24.3.2011. Архів оригіналу за 20 грудня 2016. Процитовано 19 грудня 2016.
5. ↑  Виникає постійне місцезнаходження Бібліотеки Вацлава Гавела, ČT24, 1.3.2011. Архів оригіналу за 23 червня 2020. Процитовано 19 грудня 2016.
6. ↑  Архівована копія. Архів оригіналу за 22 грудня 2016. Процитовано 19 грудня 2016.{{cite web}}:  Обслуговування CS1: Сторінки з текстом «archived copy» як значення параметру title (посилання)Пропущений або порожній |title= (довідка)
7. ↑  Studentsky esej. vaclavhavel-knihovna.org (чес.). Архів оригіналу за 12 січня 2017. Процитовано 22 грудня 2016.
8. ↑  Бібліотека Вацлава Гавела відкрила офіс у Нью-Йорку [Архівовано 6 грудня 2012 у Wayback Machine.], в даний Час.cz, 8.5.2012
9. ↑  Michael Polák (5 травня 2014). Po Barceloně a Dublinu bude lavička Václava Havla v Boru. Českolipský deník. Процитовано 6 травня 2014.

### Зовнішні посилання
- (чеськ.)(англ.) Бібліотека Вацлава Гавела [Архівовано 22 грудня 2016 у Wayback Machine.] — офіційний сайт
- Культурні заходи в підтримку Вацлава Гавела [Архівовано 20 грудня 2016 у Wayback Machine.] — офіційний сайт
- [Архівовано 16 жовтня 2015 у Wayback Machine.] — Інтерв'ю з Martou Smolíkovou, керівник Бібліотеки VH
- [Архівовано 4 лютого 2012 у Wayback Machine.] — Про майбутнє Бібліотеки Вацлава Гавела, говорив з Іваном Macháčkem в Інтерв'ю ČT24 з 16. січня 2012 Франтішек Lutonský.
- Бібліотека Вацлава Гавела і Фондом Хартії 77 кладучи Havlovu ціну [Архівовано 21 грудня 2016 у Wayback Machine.]